# Festival BR-135
O Festival BR 135, realizado em São Luís, Maranhão, é um dos eventos culturais mais importantes do Nordeste brasileiro, conhecido por sua missão de promover a música autoral, conectar artistas independentes e celebrar a rica diversidade cultural do estado. Criado em 2012 pela dupla musical Criolina, formada por Alê Muniz e Luciana Simões, o festival leva o nome da rodovia BR-135, a única via terrestre que conecta São Luís ao resto do país, simbolizando a ponte entre a produção cultural maranhense e o cenário nacional.

## Origem e Propósito
A ideia do festival surgiu da percepção de Alê e Luciana de que o Maranhão, apesar de sua riqueza cultural, estava geograficamente e culturalmente isolado dos grandes circuitos musicais brasileiros. Após participarem de festivais pelo Brasil, eles decidiram criar um espaço em São Luís que valorizasse artistas locais e promovesse intercâmbios com músicos de outras regiões. Inicialmente realizado no Circo da Cidade, o evento cobrava ingressos, mas logo evoluiu para um formato gratuito, ocupando praças públicas e o Centro Histórico da capital, como a Praça Nauro Machado e a Praça Maria Aragão.
O BR 135 tem como objetivo fomentar a cultura, formar público para a música autoral e fortalecer a economia criativa. Ele se destaca por sua abordagem inclusiva, misturando gêneros como reggae, MPB, hip-hop, música instrumental, brega, ciranda e cultura popular maranhense, como o bumba-meu-boi e o tambor de crioula. Além dos shows, o festival integra o Conecta Música, uma etapa formativa com palestras, oficinas, rodas de conversa e mentorias para artistas, abordando temas como gestão de carreira, jornalismo cultural e políticas públicas.

### Festival BR 135 Instumental
O Festival BR 135 Instrumental é evento que celebra a música instrumental, ocupando espaços históricos como a Praça Deodoro e o Mercado das Tulhas com programações gratuitas e abertas ao público. Desde sua estreia em 2017, o festival destaca artistas locais, nacionais e até internacionais, como a banda chilena Madela, promovendo uma fusão de ritmos que vão do reggae ao choro, passando por jazz e música eletrônica. Além dos shows, a iniciativa inclui feirinhas criativas, oficinas formativas e ações solidárias, reforçando seu compromisso com a cultura, a cidadania e a valorização da cena musical maranhense, conectando tradições ancestrais ao experimentalismo contemporâneo.
Em 2018, foi realizada uma edição na Concha Acústica da Beira-Rio, em Imperatriz, no sul do estado.

## Evolução e Impacto
Desde sua primeira edição, o BR 135 cresceu em escala e relevância. Em 2016, já em sua quinta edição, o festival consolidou sua estrutura com palcos no Centro Histórico, feiras criativas e uma programação que celebrava a diversidade cultural de São Luís, conhecida como a "Jamaica brasileira" por sua forte cena reggae. A edição de 2017 trouxe nomes de peso como BaianaSystem, Nação Zumbi, Liniker e os Caramelows e Pinduca, atraindo milhares de pessoas e reforçando sua importância no circuito alternativo brasileiro.
Em 2018, o festival reuniu mais de 70 mil pessoas no Centro Histórico, com uma programação que destacou a música instrumental e a cultura popular. A pandemia de Covid-19 interrompeu as edições presenciais, mas o BR 135 se reinventou com ações virtuais, como o Conecta Música 2022, que selecionou 10 artistas maranhenses para mentorias e gravações de singles, com apoio de curadores como Marcelo Damaso e Ana Morena.
O retorno presencial em 2023, após quatro anos, foi marcado por uma edição histórica na Praça Maria Aragão, com atrações como Lia de Itamaracá, Bixiga 70, Rachel Reis e o Boi da Floresta. O evento celebrou a reconstrução cultural pós-pandemia e reforçou seu papel no Circuito Amazônico de Festivais, conectando a Amazônia Legal ao cenário nacional.